# Влайчовці
Вла́йчовці (болг. Влайчовци) — село в Габровській області Болгарії. Входить до складу общини Габрово.

## Населення
За даними перепису населення 2011 року у селі проживали 32 особи, з них 30 осіб (93,8%) — болгари.
Розподіл населення за віком у 2011 році:
Динаміка населення: